# Big Man: The Legend of John Henry
Big Man: The Legend of John Henry è il 32° album di Julian Cannonball Adderley, pubblicato dalla Milestone Records nel 1975.

## Tracce
Lato A
1. Overture – 2:17 (Diane Lampert, Peter Farrow, Julian Cannonball Adderley, Nat Adderley)
2. Anybody Need a Big Man – 3:49 (Diane Lampert, Peter Farrow, Julian Cannonball Adderley, Nat Adderley)
3. Who Bend the Rainbow – 3:42 (Diane Lampert, Peter Farrow, Julian Cannonball Adderley, Nat Adderley)
4. Forty More Miles to Go / Rouster's Chant – 1:17 (Diane Lampert, Peter Farrow, Julian Cannonball Adderley, Nat Adderley)
5. Ten Mile of Mountain / Recitative : Who Up in Heaven – 3:00 (Diane Lampert, Peter Farrow, Julian Cannonball Adderley, Nat Adderley)

Durata totale: 14:05
Lato B
1. Dialogue (Carolina) – 0:13
2. Gonna Give Lovin' Try – 3:15 (Diane Lampert, Peter Farrow, Julian Cannonball Adderley, Nat Adderley)
3. The Broomstick Song – 1:24 (Diane Lampert, Peter Farrow, Julian Cannonball Adderley, Nat Adderley)
4. Next Year in Jerusalem – 2:18 (Diane Lampert, Peter Farrow, Julian Cannonball Adderley, Nat Adderley)
5. Dialogue (Carolina, John Henry) – 0:27
6. Stayin' Place (Intro) – 0:34 (Diane Lampert, Peter Farrow, Julian Cannonball Adderley, Nat Adderley)
7. Stayin' Place – 2:38 (Diane Lampert, Peter Farrow, Julian Cannonball Adderley, Nat Adderley)
8. Dialogue (Carolina) – 0:19
9. A New Star Risin' – 2:02 (Diane Lampert, Peter Farrow, Julian Cannonball Adderley, Nat Adderley)
10. The Steamdrill Race (Intro) – 0:50 (Diane Lampert, Peter Farrow, Julian Cannonball Adderley, Nat Adderley)

Durata totale: 14:00
Lato C
1. Anybody Need a Big Man – 6:07 (Diane Lampert, Peter Farrow, Julian Cannonball Adderley, Nat Adderley)
2. Grind You Own Coffee – 3:10 (Diane Lampert, Peter Farrow, Julian Cannonball Adderley, Nat Adderley)
3. Anybody Need a Big Man / Dialogue (Deputy) – 0:47 (Diane Lampert, Peter Farrow, Julian Cannonball Adderley, Nat Adderley)
4. Hundred An' One Year / M'Ria – 1:29 (Diane Lampert, Peter Farrow, Julian Cannonball Adderley, Nat Adderley)
5. River – 2:11 (Diane Lampert, Peter Farrow, Julian Cannonball Adderley, Nat Adderley)
6. A New Star Risin' – 0:30 (Diane Lampert, Peter Farrow, Julian Cannonball Adderley, Nat Adderley)
7. Dialogue (Carolina & Jassawa) – 0:21

Durata totale: 14:35
Lato D
1. Hundred An' One Year / M'Ria – 1:15 (Diane Lampert, Peter Farrow, Julian Cannonball Adderley, Nat Adderley)
2. Recitative : Born Black – 2:12 (Diane Lampert, Peter Farrow, Julian Cannonball Adderley, Nat Adderley)
3. Dialogue (Jassawa) – 0:08
4. Poundin' – 3:04 (Diane Lampert, Peter Farrow, Julian Cannonball Adderley, Nat Adderley)
5. Dialogue (John Henry & Bull Maree) – 0:38
6. The Steamdrill Race – 1:32 (Diane Lampert, Peter Farrow, Julian Cannonball Adderley, Nat Adderley)
7. We Saved / Dialogue (Carolina) – 0:26 (Diane Lampert, Peter Farrow, Julian Cannonball Adderley, Nat Adderley)
8. Jesus Where You Now? – 2:03 (Diane Lampert, Peter Farrow, Julian Cannonball Adderley, Nat Adderley)
9. If Was Jehovah – 2:36 (Diane Lampert, Peter Farrow, Julian Cannonball Adderley, Nat Adderley)
10. On His Bones (Finale) – 1:23 (Diane Lampert, Peter Farrow, Julian Cannonball Adderley, Nat Adderley)

Durata totale: 15:17

## Musicisti
Cannonball Adderley Orchestra
- Julian Cannonball Adderley - sassofono alto
- Bill Green - sassofono
- Jackie Kelso - sassofono
- Don Menza - sassofono
- Jay Migliori - sassofono
- Oscar Brashear - tromba
- Oscar DeRienzo - tromba
- Oliver Mitchell - tromba
- George Bohanon - trombone
- Dick Hyde - trombone
- Jimmy Jones - pianoforte
- Dawilli Gonga (pseudonimo di George Duke) - tastiere
- Billy Fender - chitarra
- Don Peake - chitarra
- Walter Booker - contrabbasso
- Carol Kaye - basso elettrico
- Roy McCurdy - batteria
- King Errisson - percussioni
- Airto Moreira - percussioni
- Randy Crawford - voce
- Joe Williams - voce
- David Axelrod (probabile presenza) - arrangiamenti, conduttore musicale
- Jack Shulman - archi - concertmaster
- Bernard Kundell - strings
- William Henderson - strings
- Jerome Reisler - strings
- Henry Roth - strings
- Arthur H. Brown - strings
- Mary Newkirk - strings
- Pamela Goldsmith - strings
- Gareth Nuttycombe - strings
- Alexander Neiman - strings
- William Hymanson - strings
- Alfred Lustgarten - strings
- Kathleen Lustgarten - strings
- Edgar Lustgarten - strings
- Mortonette Jenkins - cori
- Gwendolyn Owens - cori
- Jessie Richardson - cori
- Stephanie Spruill - cori
- Vernetta Royster - cori
- Donald Dandridge - cori
- Sherwood Sledge - cori
- Fleming Williams - cori
- Charles May - cori
- Josef Powell - cori
- Michael Gray - cori
- Billie Barnum - cori